# Escuela de Cristo
La Santa Escuela de Cristo es un institución católica de sacerdotes seculares y seglares para la mejora de la vida cristiana de sus miembros. Fue fundada en Madrid en 1653.
Algunos de sus aspectos son similares a los de la Congregación del Oratorio de San Felipe Neri, fundada Roma en 1575.
A finales del siglo XVIII había cuatrocientas las escuelas en España, Hispanoamérica, Roma y Marsella. Formaron parte san Antonio María Claret, san Andrés Hubert Fournet, san Manuel González y los beatos fray Diego José de Cádiz, Nicolás María Alberca, Juan Alcober y Marcelo Spínola.

## Historia
San Felipe Neri fundó el primer oratorio en 1575, cuando el papa Gregorio XIII donó a su comunidad la casa religiosa de Santa María in Vallicella (conocida como la Chiesa Nuova), en Roma, Italia. El primer Oratorio de San Felipe Neri de España fue fundado en Valencia en 1645.
La primera Escuela de Cristo fue fundada el 26 de febrero de 1653 en el hospital de los Italianos de Madrid, por el sacerdote siciliano Juan Bautista Ferruzo, que era administrador de este hospital. Ferruzo fue sacerdote del Oratorio de San Felipe Neri y, luego, obispo de Trivento en Nápoles.
Las primeras constituciones fueron redactadas por el beato Juan de Palafox y Mendoza, obispo de Osma. Sus constituciones fueron aprobadas por el cardenal arzobispo Baltasar Moscoso y Sandoval el 17 de marzo de 1656.
La institución fue aprobada por el papa Alejandro VII con el Breve Pontificio Ad pastoralis dignitatis fastigium, del 10 de abril de 1665. Clemente IX también aprobó la organización con el Breve Pontificio Sacrosanti apostolatus officium del 12 de julio de 1669. Clemente IX había sido nuncio del papa en España y fue hermano de esta escuela.
La Escuela de Cristo tuvo su máxima difusión en el siglo XVIII. En el siglo XIX la organización comenzó un declive que prosiguió en el siglo XX, especialmente, durante la II República y la guerra civil española. En 1953 solo quedaban treinta de estas escuelas en España. La organización aumentó en España en la segunda mitad del siglo XX gracias a Francisco Sánchez Castañer, catedrático, y José María García Lahiguera, obispo auxiliar de Madrid-Alcalá. En esta etapa se creó en 1961 el Instituto Orgánico de las Santas Escuelas de Cristo.

## Descripción
Se trata de una organización religiosa para el aprendizaje y el progreso en las aptitudes cristianas, en su origen de varones piadosos, tanto para seglares como clérigos, para conseguir la mayor plenitud en la vida cristiana de cada miembro. 
Los miembros deben ser admitidos primero como novicios durante un periodo de aprendizaje que duraba alrededor de 6 meses. Este aprendizaje o progreso se llevaba a cabo mediante catequesis, la asistencia a la eucaristía, la visita de enfermos o la caridad, pero siempre desde una visión discreta y desde la más absoluta reserva, evitando la exposición pública en sus celebraciones y acciones. Esto es muy relevante puesto que se funda durante el barroco español, periodo en el que se produce un auge de la religiosidad pública mediante las procesiones y otros actos religiosos.
Cada escuela tiene solamente 72 hermanos (denominados profesos), por ser este el número de discípulos que envió a predicar Jesucristo (Lucas 10:1-2), de los cuales veinticuatro serán sacerdotes y cuarenta y ocho hombres seglares, esta norma es general en todas las escuelas de Cristo desde sus inicios, aunque posteriormente se admite que ante la falta de los primeros podrá completarse su número con los segundos.

## Lugares
Los territorios donde tuvo más implantación esta escuela fueron Andalucía, Badajoz, Murcia, La Rioja, Vizcaya y Guipúzcoa. También tuvo una gran difusión por Castilla y Aragón. Así mismo, también tuvo una gran difusión por América, destacando la expansión que tuvo por Perú con los jesuitas.
Los municipios españoles que tuvieron Escuela de Cristo en la primera congregación general o que se adhirieron a ella fueron: Albaida, Alcoy, Almáchar, Anguiano, Cascante, Castellón, Dos Barrios, Dos Torres, Gandía, Gerona, Huércal-Overa, Huéscar, Laguardia, Los Arcos, Madrid, Montefrío, Murcia, Nava del Rey, Onteniente, Pamplona, Palma de Mallorca, Puebla de Don Fadrique, Quesada, Sevilla, Sonseca, Tíjola, Uncastillo, Valencia, Villacarrillo y Los Yébenes.
Es una organización característica de Tíjola, provincia de Almería. En Álora, el edificio donde se encontraba la Escuela de Cristo es hoy el Museo Municipal.
En México tuvieron en las ciudades de México D.F. y San Miguel de Allende (Guanajuato).

## Actualidad
Tras la fuerte decadencia sufrida en los siglos XIX y XX, y a pesar del resurgir de los años 50 y 60 del siglo XX, a merced de Sánchez Castañer y del obispo José María García Lahiguera, la institución continuó con una constante decadencia, que lleva a que en la actualidad existan apenas 5 agrupaciones en toda España, que son las de Puebla de Don Fadrique, que es la más observante, Madrid, Sevilla, Tíjola, Orduña y Laguardia. Las existentes hoy en día han perdido parte de las actuaciones iniciales con las que se fundaron y la mayoría de ellas se han reconvertido en cofradías de Semana Santa, aunque siguen manteniendo ritos, estatutos y la obra caritativa de las Escuelas originales.
Tras varios años de estudio y debate, se ha aprobado la incorporación de la mujer a la Escuela de Cristo. En el año 2005, en Escuela Plena, se aprobó el ingreso de mujeres en la Escuela de Cristo de Orduña. Para su ingreso se hace la preceptiva modificación reglamentaria, que es aprobada por la autoridad eclesiástica. Se sustituye el término varón por el de persona, teniendo la mujer los mismos derechos y obligaciones del varón.

## Personas ilustres
A lo largo de su historia, formaron parte de la Escuela personajes tan conocidos como:
- San Antonio María Claret: confesor de la reina Isabel II; fundador de los Misioneros Hijos del Inmaculado Corazón de María (1849) y de la Congregación de las Religiosas de María Inmaculada Misioneras Claretianas (1855); arzobispo titular de Trajanópolis. Fue beatificado en 1934 y canonizado en 1950.
- San Andrés Humberto Fournet: sacerdote francés, expulsado de su país por la Revolución en 1789, que perteneció a la Escuela de Los Arcos (Navarra) y edificó a sus hermanos con puntual asistencia a los ejercicios semanales de la misma, viviendo durante su estancia en dicha localidad una vida de penitencia y de ejemplo del que se hace eco en el expediente de su canonización.
- San Manuel González: fue un sacerdote católico español, arcipreste de Huelva, obispo de Málaga y de Palencia. Fue el fundador de la Unión Eucarística Reparadora, un movimiento religioso integrado por las Marías de los Sagrarios y Discípulos de San Juan, para seglares; los Misioneros Eucarísticos Diocesanos, para sacerdotes; y las Misioneras Eucarísticas de Nazaret, para religiosas. Fue canonizado en 2016. Es conocido como el Obispo del Sagrario Abandonado o el Apóstol de los Sagrarios Abandonados.
- Juan de Palafox y Mendoza: beato de la Iglesia, arzobispo español y virrey de Nueva España.
- fray Diego José de Cádiz: beato de la Iglesia.
- Marcelo Spínola: beato de la Iglesia.
- Nicolás Mª Alberca: religioso franciscano, beato y mártir en Damasco el año 1860, de la Escuela de Madrid.
- Juan Alcober; beato y mártir dominico en China, que también perteneció a la Escuela de Puerto de Santa María.
- Miguel de Molinos: fue un escritor místico y teólogo español, creador del quietismo.
- Nicolás Antonio: intelectual iniciador de la gran Bibliografía española moderna.
- Pedro Roldán: escultor español.
- Manuel María de Arjona: escritor y poeta español.
- José Mª Blanco White: fue un escritor, teólogo, periodista, crítico literario español, además de sacerdote católico secularizado y uno de los tres grandes heterodoxos españoles.
- Alberto Lista: matemático, poeta, escritor, periodista y crítico español.
- Francisco Sánchez-Castañer y Mena: catedrático de Filología Románica de la Facultad de Filología y Letras de la Universidad de Sevilla, investigador e intelectual español.
- Francisco Castillo: jesuita natural de Perú, fundador de la Escuela de Cristo de Lima.